# 馬國明 (文化人)
馬國明（Ma Kwok Ming, Benjamin），香港文化人、專欄作家、商人。1984年，他於香港灣仔莊士敦道創辦曙光書店，是香港1980至90年代重要的英文書籍專售書店。
馬國明時有在報章發表文化評論，已出版著作有《從自由主義到社會主義》、《班雅明》、《路邊政治經濟學》及《馬國明在讀什麼》。近年在嶺南大學文化研究系及香港中文大學宗教及文化研究系任兼職講師。

## 馬國明與曙光書店
馬國明早年曾研究哲學家華特·班雅明，故由他創辦的書店亦以哲學、社會學、政治學及經濟學的英文專書為主。書店其實只是灣仔一間舊式樓宇內的百多呎地方，由於只賣專業書籍，顧客亦屬小眾，但他引入的書籍當時在香港難以找到，一時成為香港文化界尋求知識的重鎮。
曙光書店前身是天主教大專聯會的引申機構，直接從外國出版社訂購英文學術書籍，再在大學校園辦書展出售，籌募經費。全盛時期為1990年代初，固定學生顧客有100多人，馬國明本身對書籍的熟悉，常成為冷門書籍的引路人。
2003年8月，馬國明在大學授課後如常歸家，突然他覺得腦袋快要裂開，半邊身失去知覺。經診斷後，醫生說他中風，原因是血壓高，血管退化。2004年，曙光書店終併入青文書店中。　
青文與曙光兩店相連，在灣仔莊士敦道現址的那棟舊樓。在馬國明中風後，青文書店主持人羅志華為他看舖之餘，到郵局幫他取書。馬國明曾說：「現在改變合作方式也好，如果賣到的話，他（羅志華）也有stake（分成）。」
不過，在新興書店及互聯網訂書逐漸普及下，曙光書店近年在每年9月開學季節時，亦不如昔日般出現大量學子購書的情況。新書若未能售出，即造成資金的積壓，導致無法訂購新書。2004年曙光每年的營業額，已從1994年的150萬下降至2003年的50萬。馬國明慨嘆表示，曙光的歷史任務已經完結。
馬國明曾於2006年8月8日（星期二）晚上7時亞洲電視本港台的一個由香港電台主辦的節目《閱讀解碼》之其中一個環節〈打開書櫃〉中亮相。節目中介紹了馬國明為曙光書店老闆，他熱愛西方文化思潮，1970年代大學時期已開始辦英文書展，1984年開辦曙光書店，專賣英文學術研究書籍，是1980至90年代的學生、知識分子，甚至大學教授打書釘的好地方；曙光書店就如一道打通西方當化文化思潮的門。
馬國明以個人的興趣入書，書店就是他的個人書櫃；然而，書店已於2006年6月結業。〈打開書櫃〉與馬國明談這廿多年來香港的閱讀風氣以及他所酷愛的書籍。

## 作品
- 《亞細亞生產模式》，文強堂出版社
- 《班雅明》，曙光圖書公司，1998年8月1日，ISBN 9571921920
- 《路邊政治經濟學》，曙光圖書公司，1998年，ISBN 9627070300
- 《天書 Impossible～論香港的中國文化教育》（合著），青文書屋，2000年7月1日，ISBN 9628158228
- 《沙士啟示錄～香港社會的非典型審視》，〈合著〉，進一步多媒體有限公司，2003年7月1日，ISBN 9628326503
- 《馬國明在讀甚麼》[1]，進一步多媒體有限公司，2004年，ISBN 9628326589
- 《全面都市化的社會》[2]，進一步多媒體有限公司，2007年，ISBN 9628326856
- 《歐洲12國16天遊》[3]，進一步多媒體有限公司，2013年，ISBN 9789888011